# Niklaus Stump
Pour les articles homonymes, voir Stump.
Niklaus Stump, né le 23 décembre 1920 à Toggenburg et mort le 30 avril 2005 à Wildhaus, est un skieur suisse, spécialisé dans le combiné nordique et le ski de fond. Il a aussi concouru en saut à ski et ski alpin.

## Biographie
En 1944, à Gstaad, il remporte son premier titre national sur le tremplin normal en saut à ski. Un an plus tard, il ajoute deux titres de champion de Suisse à son palmarès, en gagnant le combiné de quatre (saut, ski de fond, descente et slalom) et la course de combiné nordique.
En 1947, en terminant deuxième derrière Sven Israelsson au Festival de ski de Holmenkollen, il devient le premier non scandinave à monter sur le podium dans cette compétition.
En 1948, il prend part aux Jeux olympiques de Saint-Moritz, en Suisse, où il termine à la quatrième place à l'épreuve de combiné nordique, ainsi que vingtième au dixième kilomètres et cinquième au relais en ski de fond. Ensuite, il remporte son troisième titre national sur le combiné.

## Palmarès

### Jeux olympiques
| Épreuve / Édition     | St-Moritz 1948 |
| Combiné nordique      | 4e             |
| Ski de fond 18 km     | 20e            |
| Relais de ski de fond | 5e             |